# Sierra Barros Arana
La sierra Barros Arana es un cordón de montañas que corre de norte a sur en la Región de Antofagasta.
Luis Riso Patrón la describe:: 72 
De mediana altura se levanta entre los cajones de los ríos Grande i Atacama, por el SE y el curso medio del río Loa por el NW y comprende los cerros de Tuina i Purilactis.
La Dirección General de Aguas del Ministerio de Obras Públicas de Chile lo nombra como parte de la cordillera de Domeyko en una de sus publicaciones.: 1 

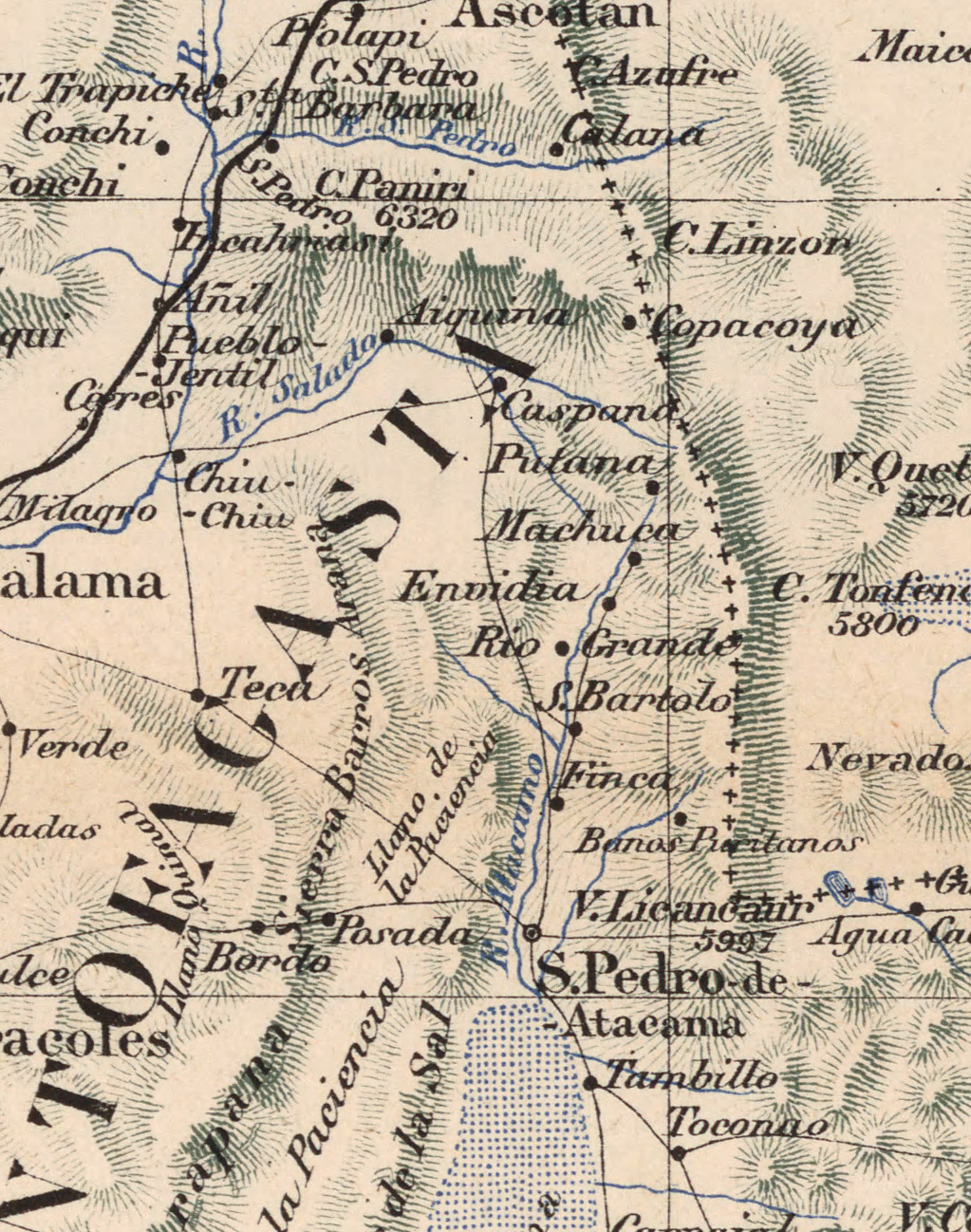
Sierra Barros Arana en un mapa de Enrique Espinoza publicado en 1895.